# Lucas Hansen
Lucas Hansen (født 24. april 1979 i Frederikshavn) er en dansk skuespiller. 
Han har været med i DR-serien "Bedrag" (2016) og i Sommeren 92 (2016). Derudover har han haft mere end et par hundrede roller i diverse film, deriblandt Human Centipede 2. Han har også optrådt på Det kongelige Teater. Han deltog i Vild med dans i efteråret 2017 sammen med Sofie Kruuse . Han røg ud i uge 3 og endte på en 10. plads.
Han har været bosat i både London og Los Angeles i en årrække, men flyttede til København i 2014.